# Првенство Србије у бејзболу
Првентсво Србије у бејзболу је највиша и једина бејзбол лига у Србији. Формирана је 2006. након распада заједничке државе Србије и Црне Горе. Једини званични бејзбол терен у Србији се налази на Ади Циганлији, који је саграђен крајем 2001. Најтрофејнији клуб је Београд'96 са 21 освојеном титулом.

## Клубови у сезони 2024.
| Екипа      | Место    | Претходна сезона |
| ---------- | -------- | ---------------- |
| Београд'96 | Београд  | Победник         |
| Војводе    | Земун    | Полуфинале       |
| Војводина  | Нови Сад | Финалиста        |
| Нови Сад   | Нови Сад | Полуфинале       |

## Најтрофејнији бејзбол клубови у Србији
| Клуб       | Првак | Куп | Укупно |
| ---------- | ----- | --- | ------ |
| Београд'96 | 21    | 12  | 33     |
| Војводе    | 4     | 7   | 11     |
| Догси      | 3     | 2   | 5      |
| Војводина  | 2     | 3   | 5      |
| Кингси     | 1     | 1   | 2      |
| Нови Сад   | 0     | 2   | 2      |
| Спартанси  | 0     | 2   | 2      |

- Предност се даје клубовима који су освојили више титула у националном првенству. Следећи критеријум је укупни број трофеја.

## Досадашњи прваци

### ПрвенствоСР Југославије
| Сезона | Првак          |
| ------ | -------------- |
| 1993.  | Кингси (1)     |
| 1994.  | Догси (1)      |
| 1995.  | Догси (2)      |
| 1996.  | Догси (3)      |
| 1997.  | Београд'96 (1) |
| 1998.  | Београд'96 (2) |
| 1999.  | Београд'96 (3) |
| 2000.  | Војводе (1)    |
| 2001.  | Војводе (2)    |
| 2002.  | Војводе (3)    |

### ПрвенствоСрбије и Црне Горе
| Сезона | Првак          |
| ------ | -------------- |
| 2003.  | Београд'96 (4) |
| 2004.  | Београд'96 (5) |
| 2005.  | Београд'96 (6) |

### ПрвенствоСрбије
| Сезона | Првак           | Резултат финала плеј офа | Вицепрвак |
| ------ | --------------- | ------------------------ | --------- |
| 2006.  | Београд'96 (7)  | 3 : 0                    | Мадкетси  |
| 2007.  | Београд'96 (8)  | 4 : 0                    | Догси     |
| 2008.  | Београд'96 (9)  | 4 : 0                    | Војводе   |
| 2009.  | Војводе (4)     | 3 : 0                    | Спартанси |
| 2010.  | Београд'96 (10) | 3 : 0                    | Спартанси |
| 2011.  | Београд'96 (11) | 2 : 0                    | Спартанси |
| 2012.  | Београд'96 (12) | 3 : 1                    | Војводе   |
| 2013.  | Београд'96 (13) | 3 : 0                    | Војводе   |
| 2014.  | Београд'96 (14) | 3 : 0                    | Војводе   |
| 2015.  | Београд'96 (15) | 3 : 0                    | Војводина |
| 2016.  | Београд'96 (16) | 3 : 1                    | Војводина |
| 2017.  | Београд'96 (17) | 3 : 0                    | Војводина |
| 2018.  | Београд'96 (18) | 2 : 0                    | Војводина |
| 2019.  | Београд'96 (19) | 3 : 2                    | Војводина |
| 2020.  | Београд'96 (20) | 3 : 1                    | Нови Сад  |
| 2021.  | Војводина (1)   | 2 : 1                    | Нови Сад  |
| 2022.  | Војводина (2)   | 3 : 0                    | Нови Сад  |
| 2023.  | Београд'96 (21) | 16:10                    | Војводина |

## Освајачи купа

### КупСР Југославије
| Сезона | Освајач купа   |
| ------ | -------------- |
| 1994.  | Догси (1)      |
| 1995.  | Кингси (1)     |
| 1996.  | Догси (2)      |
| 1997.  | Београд'96 (1) |
| 1998.  | Београд'96 (2) |
| 1999.  | Није одржан    |
| 2000.  | Војводе (1)    |
| 2001.  | Војводе (2)    |
| 2002.  | Војводе (3)    |

### КупСрбије и Црне Горе
| Сезона | Освајач купа   |
| ------ | -------------- |
| 2003.  | Војводе (4)    |
| 2004.  | Београд'96 (3) |
| 2005.  | Београд'96 (4) |

### КупСрбије
| Сезона | Победник        | Резултат финала | Финалиста  |
| ------ | --------------- | --------------- | ---------- |
| 2006.  | Београд'96 (5)  | 11 : 1          | Војводе    |
| 2007.  | Београд'96 (6)  | 9 : 2           | Ејнџелси   |
| 2008.  | Војводе (5)     | 7 : 4           | Београд'96 |
| 2009.  | Спартанси (1)   | 19 : 7          | Београд'96 |
| 2010.  | Спартанси (2)   | 21 : 11         | Граднулица |
| 2011.  | Војводина (1)   | 20 : 12         | Граднулица |
| 2012.  | Војводе (6)     | 9 : 7           | Војводина  |
| 2013.  | Београд'96 (7)  | 12 : 2          | Војводина  |
| 2014.  | Београд'96 (8)  | 13 : 5          | Војводина  |
| 2015.  | Београд'96 (9)  | 18 : 2          | Војводе    |
| 2016.  | Војводе (7)     | 6 : 5           | Војводина  |
| 2017.  | Београд'96 (10) | 15 : 0          | Нови Сад   |
| 2018.  | Београд'96 (11) | 10 : 0          | Војводе    |
| 2019.  | Војводина (2)   | 16 : 13         | Нови Сад   |
| 2020.  | Нови Сад (1)    | 4 : 2           | Војводе    |
| 2021.  | Нови Сад (2)    | 8 : 3           | Војводина  |
| 2022.  | Војводина (3)   | 11 : 1          | Нови Сад   |
| 2023.  | Београд'96 (12) | 24 : 16         | Нови Сад   |